# Chrysacris jiamusi
Chrysacris jiamusi är en insektsart som beskrevs av Ren, Bingzhong, Z. Zhao och Hao 2002. Chrysacris jiamusi ingår i släktet Chrysacris och familjen gräshoppor. Inga underarter finns listade i Catalogue of Life.